# 6-я церемония «Грэмми»
6-я церемония вручения премий «Грэмми» состоялась в 1964 году в городах Чикаго, Лос-Анджелес и Нью-Йорк.

## Основная категория
- Запись года
  - Генри Манчини за запись «Days of Wine and Roses»

- Альбом года
  - Барбра Стрейзанд за альбом «The Barbra Streisand Album»

- Песня года
  - Джо Саут за песню «Games People Play»

- Лучший новый исполнитель
  - Ward Swingle (The Swingle Singers)

## Поп

### Лучшее женское вокальное поп-исполнение
- Барбра Стрейзанд — «The Barbra Streisand Album»

### Лучшее мужское вокальное поп-исполнение
- Jack Jones — «Wives and Lovers»

### Лучшее вокальное исполнение группой
- Peter, Paul and Mary —  «Blowin' in the Wind»

### Лучшее хоровое исполнение
- Ward Swingle —  Bach’s Greatest Hits performed by the Swingle Singers

### Лучшее исполнение оркестром для танцев
- Каунт Бэйси —  This Time by Basie! Hits of the 50’s and 60’s

### Best Performance by an Orchestra or Instrumentalist with Orchestra, Not for Jazz or Dancing
- Al Hirt —  «Java»

### Best Rock and Roll Recording[англ.]
- April Stevens & Nino Tempo — «Deep Purple[англ.]»

## Кантри
- Best Country & Western Recording
  - Bobby Bare — «Detroit City»

## Фолк
- Best Folk Recording
  - Peter, Paul and Mary — «Blowin' in the Wind»

## R&B
- Лучшее R&B-исполнение
  - Рэй Чарльз —  «Busted»